# Lamarchea
Lamarchea é um género botânico pertencente à família Myrtaceae.